# Ліза Марклунд
Єва Елісабет (Ліза) Марклунд (Liza Marklund) — шведська журналістка і письменниця (авторка бестселеру в жанрі трилерів). Разом із Геннінгом Манкеллем, Стігом Ларссоном і Камілою Лекберг вони формують «золоту шкатулку» шведського трилера.

## Біографія та творчість
Народилася 9 вересня 1962 року в Полмарку, Пітео, Норрботтен, Швеція. Має менших брата і сестру. Після закінчення середньої школи працювала як круп'є в готелі в Пітео, офіціанткою в Лондоні, в кібуці в Ізраїлі та, як телефоністка в Голлівуді.
Вивчала журналістику в Медіаколеджі в муніципалітеті Калікс. Після закінчення навчання працювала репортером у Норботтен Куриер. У віці 24 років вона була взята в газету «Aftonbladet» і пішла працювати в Стокгольм. Пізніше перейшла до «Expressen». Допомагала запустити газету «Метро» і працювала для TV4. Вона працювала журналісткою-слідчою протягом 10 років і 5 років — редактором телевізійних новин. Як журналістка вона часто підіймала питання про права жінок та дітей. Вона є авторкою документальних фільмів про дітей зі СНІДом у Камбоджі та Росії, а також серіалу про домашнє насильство.
Ліза Марклунд — оглядач у різних шведських та міжнародних газетах і журналах, включаючи таблоїд Expressen, Verdens Gang в Норвегії, Financial Times у Великій Британії, Welt am Sonntag у Німеччині, Dagbladet Information в Данії, та Ilta-Lehti у Фінляндії.
1995 року вона випускає свою проривну книгу «Gömda» (Скрита) — правдиву історію Марії Еріксон (співавторка), яка є першою жінкою, яка отримала притулок в Сполучених Штатах за домашнє насильство і терор у своїй країні. Книга видається англійською мовою під назвою «Buried alive». 2004 року в романі «Асиль» (Refuge) було опубліковано продовження розповіді.
1998 року у серії «Аніка Бенґтсон» вийшов її перший трилер «Жінка, якій довелося померти». Головним героєм є наполегливий і емансипований слідчий репортер Анніка Бенґтсон. Роман був відзначений премією «Полоній» за найкращий роман про злочинність Швеції, написаної жінкою, а також премії «Дебютант» за найкращий дебютний роман року. 2001 року роман «Жінка, яка мала померти» був екранізований у фільмі «Sprängaren» («Вбивця») в головній ролі з Геленою Бергстром.
Далі йдуть трилери з серії — «Studio Sex», «Paradiset», «Prime Time», «Червона Вовчиця», які утверджують письменницю серед майстрів кримінальної напруги. 1999 року Ліза Маркланд стала авторкою року у Швеції за «Studio Sex». 2003 року трилер «Paradiset» був показаний за участю Гелени Бергстром та болгарського актора Георгія Стайкова. 
2010 року разом із письменником Джеймсом Паттерсоном випустила трилер «PS Killers», який став № 1 у списку бестселерів New York Times, що зробило Лізу Марклунд другою шведською авторкою, який дістався цього місця (після Стіґа Ларсона з «Міленіум»).
Твори письменниці часто знаходяться на списках бестселерів. Вони були перекладені на більш ніж 33 мови й були опубліковані в більш ніж 15 мільйонах копій по всьому світу.
У 2003 та 2004 роках Ліза Марклунд входила до 10 найпопулярніших жінок Швеції, а 2004 року стала послом доброї волі ЮНІСЕФ.
Вона є співвласником «Piratförlaget», одного з найуспішніших видавництв у Швеції.
Ліза Марклунд живе зі своєю родиною в Стокгольмі та в Марбельї, на півдні Іспанії.

## Працює

### Самостійні романи
- Härifrån till jämställdheten (1998) — із Лотою Карпентер
- Det finns en särskild plats i helvetet för kvinnor som inte hjälper varandra (2005) — з Лотою Карпентер
- The Postcard Killers (2010) — із Джеймсом Паттерсоном
- Without a Trace (2015)

### Серія «Марія Еріксон»(Maria Eriksson)
1. Gömda (1995) — з Марією Еріксон
2. Притулок (2004) — з Марією Еріксон

### Серія «Анніка Бенґтсон»
1. Sprängaren (1998)
2. Studio sex (1999)
3. Paradiset (2000)
4. Prime Time (2002)
5. Den Röda Vargen (2003) Червона Вовчиця
6. Nobels testamente (2006) Остання воля Нобеля
7. Livstid (2007) Довічний термін
8. En plats i solen (2008) Місце під сонцем
9. Du gamla, du fria (2011) Гучна справа
10. Lyckliga gatan (2013)
11. Järnblod (2015)

### Екранізації
- 2001 Sprängaren
- 2003 Paradiset
- 2012 Nobels testamente
- 2012 Prime Time
- 2012 Studio Sex
- 2012 Den röda vargen — Червоний вовк
- 2012 Livstid
- 2012 En plats i solen
- Убивства з листівками (2020)

### Фільмографія
- 2004 — Världens humorkväll